# Ludmilla Elisabeth von Schwarzburg-Rudolstadt
Ludmilla Elisabeth, říšská hraběnka von Schwarzburg-Rudolstadt (7. dubna 1640 – 12. března 1672) byla německá básnířka a skladatelka duchovních písní. Ve své tvorbě vycházela z pietismu.

## Život a dílo
Pocházela z durynského hraběcího rodu. Byla dcerou hraběte Ludwiga Güntera a jeho manželky Ämilie Antonie. Měla dvě sestry a bratra. Kromě nich vychovávali její rodiče i Ämilii Juliannu, dceru hraběte z Barby a Mühlingenu, pozdější hraběnku Schwarzburg-Rudolstadt (1637-1706). S ní se Ludmilla velmi přátelila. Obě byly uvedeny do básnického umění Ahasverem Fritschem (1629-1701), básníkem a od r. 1657 vychovatelem hraběcích dětí. Obě skládaly duchovní písně. Roku 1665 se Ämilie provdala za Ludmillina bratra Alberta Antona a obě dívky se staly švagrovými. Roku 1672 v průběhu jednoho měsíce zemřela Ludmilla i její dvě sestry.
Její duchovní písně byly posmrtně vydány ve sbírce Die Stimme der Freundin (1687).